# Roger Moore

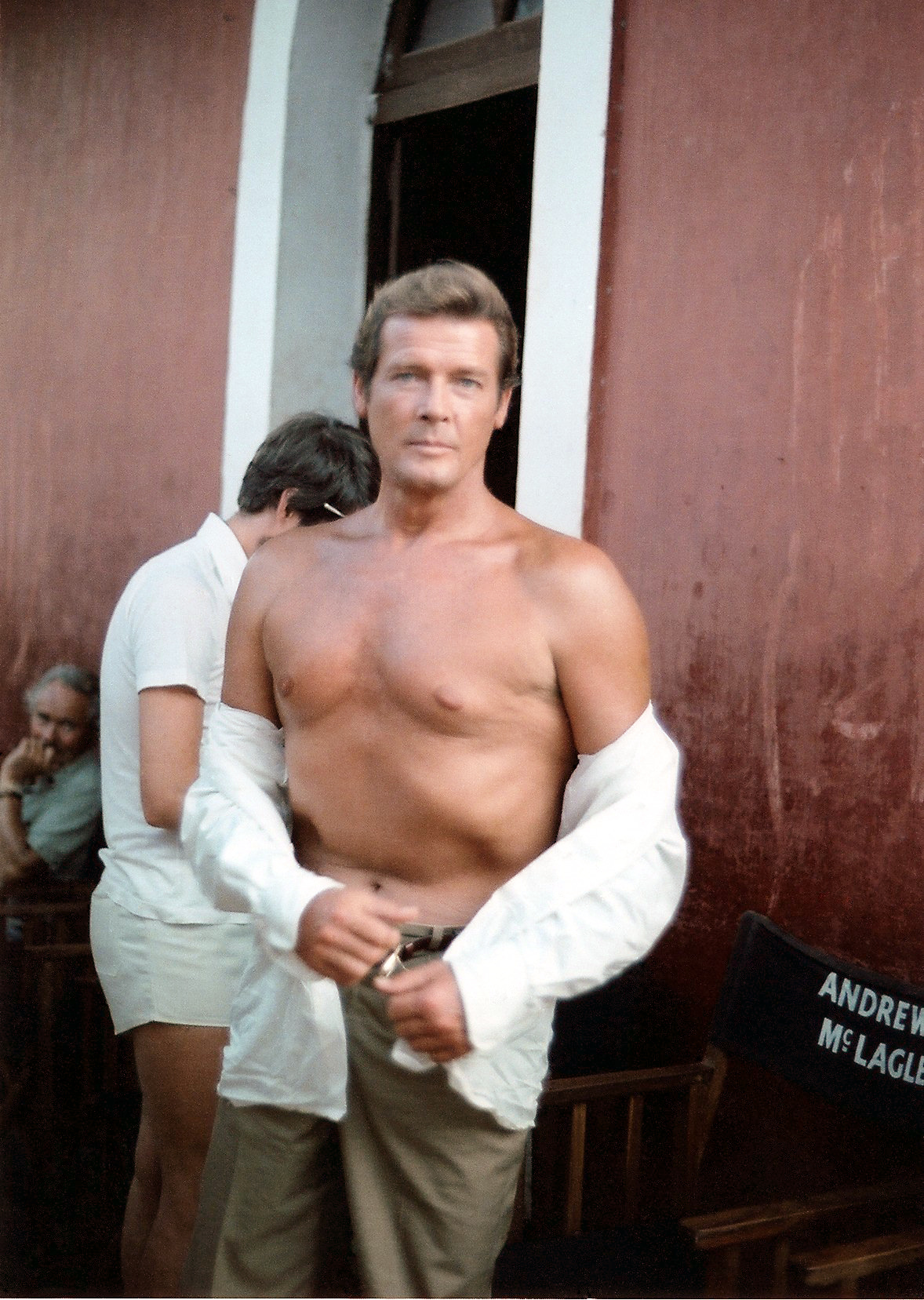
Roger Moore, 1979.

Sir Roger George Moore KBE (14. října 1927, Londýn – 23. května 2017, Švýcarsko) byl anglický herec, proslavený především jako třetí oficiální představitel Jamese Bonda, v celkem sedmi filmech v letech 1973 až 1985.
Od roku 1991 působil ve funkci velvyslance dobré vůle organizace UNICEF. V roce 2005 se v Praze účastnil předávání cen Český lev.

## James Bond
V roce 1972 mu byla nabídnuta role Jamese Bonda, poté co byl pro tuto roli zvažován už dříve. Film šel do kin v roce 1973 pod názvem Žít a nechat zemřít. Poté se Moore v této roli objevil v rozpětí 12 let v šesti dalších filmech. Stal se tak hercem, který zatím drží rekord v počtu ztvárněných hlavních rolí v „oficiálních“ bondovkách (z dílny společnosti Eon) – Sean Connery sice také hrál Jamese Bonda v sedmi filmech, z toho ale jeden byl „neoficiální“ bondovkou od jiného producenta.
Jako jeho hlavní vklad do role je mu připisován humorný nadhled a sebeironie.

## Filmografie
(bondovky vyznačeny tučně)
- Perfect Strangers (1945)
- Caesar a Kleopatra (1945)
- Gaiety George (1946)
- Piccadilly Incident (1946)
- Paper Orchid (1949)
- Trottie True (1949)
- The Interrupted Journey (1949)
- Due mogli sono troppe (1950)
- One Wild Oat (1951)
- Když jsem naposledy viděl Paříž (1954)
- Interrupted Melody (1955)
- The King's Thief (1955)
- Diane (1956)
- Ivanhoe televizní seriál (1958–1959)
- The Miracle (1959)
- The Alaskans televizní seriál (1959–1960)
- Maverick televizní seriál (1959–1961)
- Il ratto delle sabine (1961)
- The Sins of Rachel Cade (1961)
- Gold of the Stevens Saints (1961)
- Un branco di vigliacchi (1962)
- The Saint televizní seriál (1962–1969)
- Stvořitelé snů (1968)
- Křížovka (1969)
- Muž, který pronásledoval sám sebe (1970)
- The Persuaders! televizní seriál (1971–1972)
- Žít a nechat zemřít (1973)
- Zlato (1974)
- Muž se zlatou zbraní (1974)
- Šťastná ruka (1975)
- Sherlock Holmes v New Yorku televizní film (1976)
- Shout at the Devil (1976)
- Sicilský kříž (1976)
- Špion, který mě miloval (1977)
- Divoké husy (1978)
- Moonraker (1979)
- Athénin poklad (1979)
- Ffolkes (1979)
- Milenci na neděli (1980)
- Mořští vlci (1980)
- Jen pro tvé oči (1981)
- Tajný závod (1981)
- Kletba Růžového pantera (1983)
- Chobotnička (1983)
- Obnažená tvář (1984)
- Vyhlídka na vraždu (1985)
- Bullseye! (1990)
- Oheň, led a dynamit (1990)
- Bed & Breakfast (1991)
- Nesmrtelný televizní film (1994)
- Souboj cti (1996)
- Spice World (1997)
- The Dream Team televizní seriál (1999)
- Nepřítel (2001)
- Plnou parou vzad! (2002)
- Foley & McColl: This Way Up televizní film (2005)